# Stelle principali della costellazione del Cavallino
Segue un prospetto delle stelle principali della costellazione del Cavallino, elencate per magnitudine decrescente.